# 23 Wall Street
23 Wall Street (cunoscută și sub numele de Clădirea J.P. Morgan) este o clădire de birouri cu patru etaje situată în districtul financiar din Manhattan, în New York, la colțul de sud-est dintre Wall Street și Broad Street. Proiectată de Trowbridge & Livingston în stil neoclasic și construită între 1913 și 1914, a fost inițial sediul central al J.P. Morgan & Co. De la sfârșitul anilor 2000, clădirea a rămas neocupată pentru perioade lungi de timp, deși a fost folosită ocazional pentru evenimente.
Clădirea are o fațadă din zidărie de piatră de moară și marmură roz Tennessee. Primul etaj este format dintr-un piano nobile peste un subsol scund; deasupra se află etajul al doilea, cornișa principală și încă două etaje. După ce a fost finalizată, clădirea a devenit cunoscută ca sediul central al J.P. Morgan & Co. - „Casa Morgan” - deși exteriorul său nu a fost niciodată inscripționat cu numele Morgan. Sala bancară, care ocupa aproape tot parterul, includea birouri și era folosită pentru tranzacții bancare. Acest spațiu a fost proiectat cu un tavan bombat, casetat și, mai târziu, cu un candelabru mare de cristal. Sistemele mecanice și seifurile se aflau la subsol, iar birourile executive au fost amplasate la etajele superioare. 23 Wall Street a înlocuit Clădirea Drexel, care a fost sediul bancar al predecesorului J.P. Morgan & Co⁠(d)., Drexel, Morgan & Co. Când clădirea a fost afectată în timpul atentatului de pe Wall Street din 1920, J.P. Morgan & Co. a refuzat să facă reparații, sfidând făptuitorii atentatului. Clădirea a fost legată de clădirea învecinată, 15 Broad Street⁠(d), în 1957, iar cele două clădiri au servit drept sediu central al J.P. Morgan & Co. până în 1988, când firma s-a mutat în 60 Wall Street.  În anii 2000, existau planuri de a transforma atât 23 Wall Street, cât și 15 Broad Street într-un complex de apartamente. În 2008, 23 Wall Street a fost vândut unor interese asociate cu industriașul miliardar Sam Pa⁠(d), dar ulterior a rămas în mare parte gol.
Reprezentat în mai multe lucrări media, designul simplu al 23 Wall Street a fost în general lăudat la finalizarea sa. Clădirea este un punct de reper al orașului New York și este inclusă în Registrul Național al Locurilor Istorice (National Register of Historic Places - NRHP); este, de asemenea, o proprietate care contribuie la districtul istoric Wall Street, inclus în NRHP.

## Locație
23 Wall Street se află în districtul financiar din Manhattan, în New York, la colțul de sud-est dintre Broad Street la vest și Wall Street la nord. Lotul de teren al clădirii are o vedere spre stradă de aproximativ 34 m de-a lungul Broad Street și 48 m de-a lungul Wall Street. Alte clădiri din apropiere includ Clădirea New York Stock Exchange, la vest; 14 Wall Street, la nord-vest; Federal Hall National Memorial (fosta clădire subsecventă a Trezoreriei),  26 Wall Street, la nord; și 40 Wall Street, la nord-est. Stația Broad Street a metroului din New York, care deservește trenurile J și Z, are intrări direct în fața clădirii 23 Wall Street.
Clădirea Drexel, în stil Second Empire⁠(d) - sediul central al băncii Drexel, Morgan & Co., predecesoarea J.P. Morgan & Co.⁠(d) - a ocupat anterior locul de pe 23 Wall Street. Anthony Drexel a cumpărat terenul în 1872 pentru 3.750 de dolari/m2, ceea ce îl făcea cel mai scump teren din oraș la acea vreme.Clădirea Drexel, finalizată în 1873, a fost proiectată cu o mansardă și pereți de marmură.Cele șapte etaje ale sale au fost conectate printr-un lift cu aburi, una dintre primele instalații de acest fel din oraș. Real Estate Record and Guide a caracterizat clădirea Drexel ca fiind  „a doua clădire rezistentă la foc ca importanță” care a fost construită în New York, după Equitable Life Building.

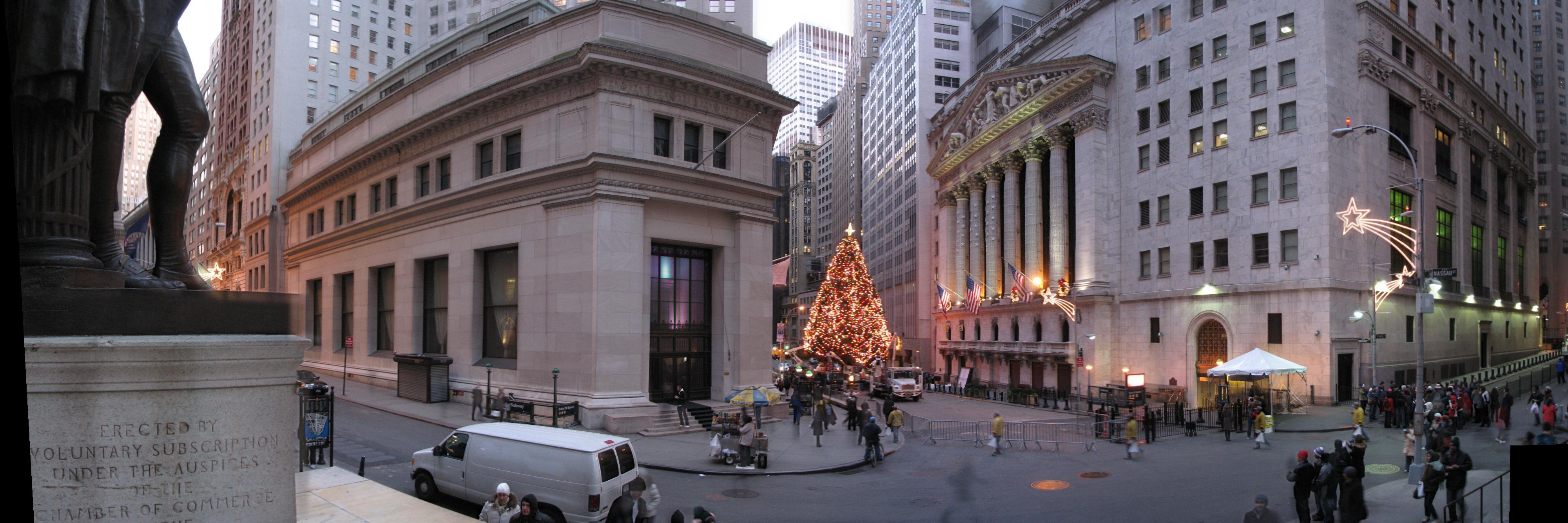
Vedere panoramică cu locația din fața în partea stângă, 23 Wall Street în centru stânga, și în dreapta

## Arhitectură
Trowbridge & Livingston⁠(d) a proiectat 23 Wall Street în stil neoclasic.Marc Eidlitz⁠(d) a fost principalul constructor al clădirii.  Mulți alți ingineri și antreprenori au fost implicați în construcția clădirii, inclusiv furnizorul de ascensoare A. B. See, antreprenorul care se ocupă de seifuri Carnegie Steel Company și inginerul de seifuri Frederick S. Holmes.23 Wall Street a fost sediul central al J.P. Morgan & Co., "Casa Morgan", și a fost supranumit „The Corner” sau „Colțul”. J. P. Morgan Jr., șeful băncii în momentul în care clădirea a fost proiectată, a influențat multe aspecte ale designului acesteia.Spre deosebire de zgârie-norii din zona înconjurătoare, 23 Wall Street a fost construit cu doar patru etaje deasupra solului.Inițial, clădirea conținea până la cinci antresoluri, ceea ce a determinat revista Architecture and Building să o caracterizeze drept o clădire cu nouă etaje.
Clădirea are forma unui heptagon neregulat, cu un colț șanfrenat la intrarea principală de la intersecția străzilor Wall și Broad, precum și cu o „curte de lumină” pe latura estică a clădirii, la etajele trei și patru.Colțul de sud-est conține o prelungire care iese ușor în afara liniei sudice a terenului. Colțul intrării principale, care dădea spre intersecția dintre străzile Wall, Broad și Nassau, era menit să facă intersecția să pară o piață publică în fața Federal Hall.Când a fost proiectată clădirea, Morgan a cerut arhitecților să includă o intrare în acel colț. Unghiul ascuțit al intersecției i-a determinat pe cei de la Trowbridge & Livingston să proiecteze acea intrare sub forma unui șanfren, ceea ce era mai atrăgător din punct de vedere arhitectural. Fațada se ridică la aproximativ 26 m deasupra nivelului străzii. Din cauza formei neregulate, clădirea ocupă doar 28 m pe Broad Street și 41 m pe Wall Street, adică cu aproximativ 6,1 m mai puțin decât fațada terenului de pe fiecare parte.

### Fațadă

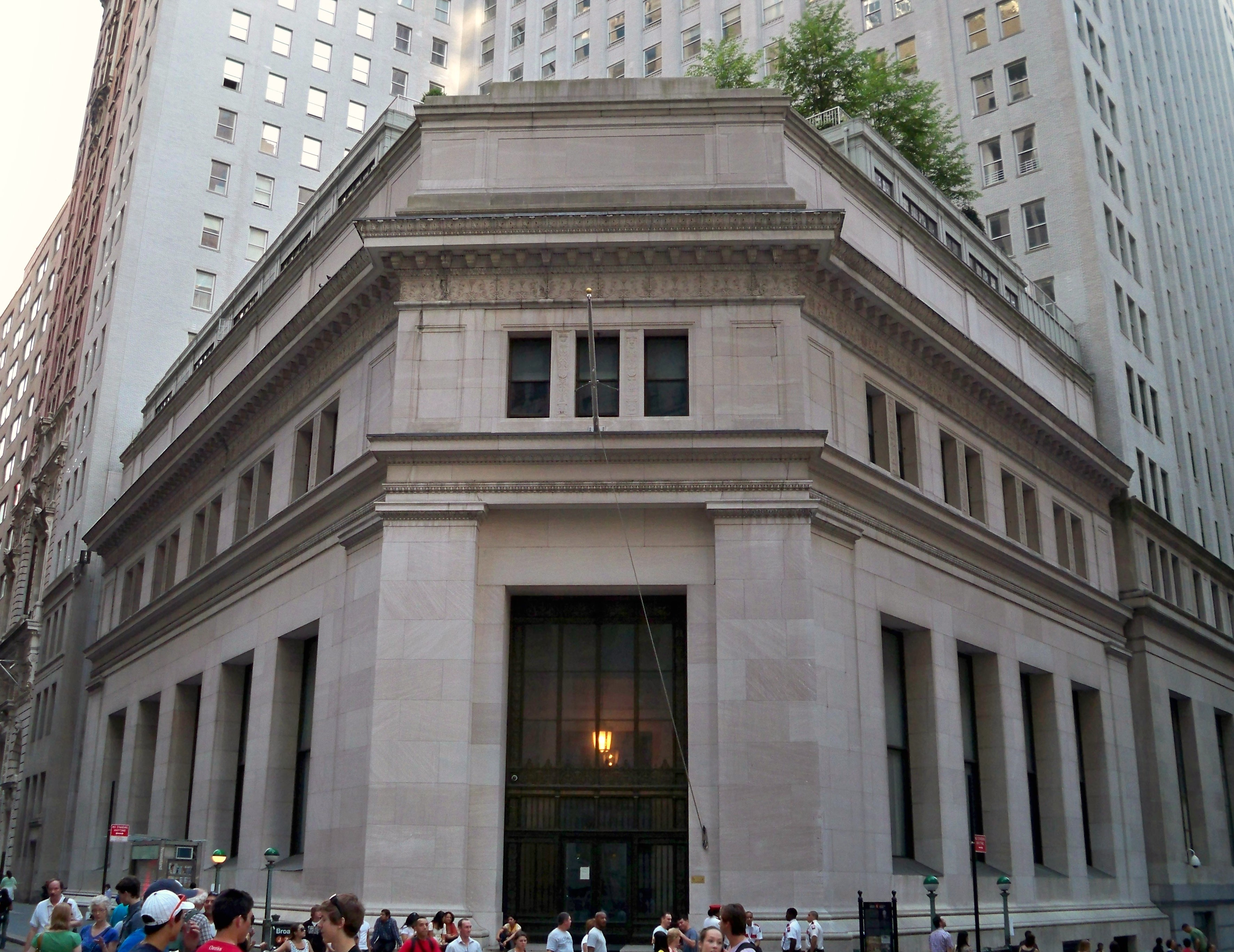
Văzut în 2010

Fațada este realizată din zidărie de piatră de moară și marmură roz de Tennessee, în conformitate cu cererea lui J. P. Morgan Sr., care a dorit ca marmura să fie identică cu cea folosită în biblioteca reședinței sale de pe strada 36. Fiecare bloc de marmură a fost așezat orizontal, cu o secțiune transversală de 91 pe 91 cm și o lungime de 2,1 până la 6,7 m. Pentru a furniza marmura pentru acest proiect, familia Morgan a folosit propria carieră din Knoxville, Tennessee.Pereții sunt proiectați fără coloane sau pilaștri, cu ferestre neornamentate așezate adânc în perete. Fațada conține mai multe gropițe provocate de proiectilele care au zburat în urma bombardamentului de pe Wall Street, care a avut loc în fața clădirii în 1920.
Primul etaj este constituit dintr-un piano nobile înalt peste un subsol scund. Deasupra se află etajul al doilea, mai scurt, și etajul al treilea, fără ferestre; etajul al patrulea este retras și nu este vizibil de la nivelul străzii.Cornișa principală, între etajele doi și trei, este inspirată din arhitectura renascentistă italiană și înconjoară laturile de nord, nord-vest și vest. Pe acoperișul original se află un penthouse mecanic care conține instalații de aer condiționat.
Intrarea principală se face prin colțul șanfrenat de la intersecția străzilor Wall și Broad; colțul clădirii are o lățime de 10 m.După cinci trepte, de pe trotuar se ajunge la deschiderea mare și dreptunghiulară a intrării, care este ușor adâncită față de fațadă. Intrarea are un set de uși din bronz și sticlă, sub o fereastră orizontală din aceleași materiale. Pe de o parte și de alta a deschiderii, pereții colțului șanfrenat sunt concepuți pentru a semăna cu pilaștrii.Seniorul Morgan a stipulat că niciunul dintre pilaștri nu va avea panouri cu numele companiei, deoarece intenționa să adauge elemente decorative, dar a murit înainte ca planurile să fie finalizate.În cele din urmă, nicio placă cu numele nu a fost amplasată deasupra intrării principale, pe măsură ce clădirea a devenit bine cunoscută în întreaga lume.Grinda de susținere de deasupra ușii este o singură piatră continuă care măsoară 6 x 1 x 1 metri și a fost, la momentul construirii clădirii, una dintre cele mai mari pietre aduse vreodată în New York.Deasupra intrării principale, la etajul al doilea, se află un singur set de trei ferestre.Potrivit The New York Times, intrarea principală era uneori cunoscută și sub porecla clădirii, „The Corner” sau „Colțul ”.
Restul fațadelor de pe Wall Street și Broad Street sunt similare, cu excepția faptului că fațada de pe Broad Street are patru travee verticale, iar fațada de pe Wall Street are cinci. În fiecare travee există o fereastră dreptunghiulară înaltă la nivelul solului, precum și o pereche de deschideri mai mici la antresol. Fiecare dintre ferestrele de la parter are o înălțime de 6,7 m și o lățime de 3,7 m. De asemenea, au existat spații pentru ferestre la nivelul subsolului, umplute ulterior cu marmură. O altă intrare de pe Broad Street ducea la departamentul de transferuri bancare din subsolul clădirii.

#### Caracteristici

##### Substructură și subsol
Fundațiile zidurilor exterioare au fost realizate din batardouri care se întindeau pe o adâncime de 20 m în roca de bază.Betonul utilizat în batardouri a fost așezat în strat de 2,1 m grosime.Perimetrul sitului a fost excavat cu ajutorul unor chesoane pneumatice cu dimensiuni medii de aproximativ 2,1 pe 8,5 m, după care centrul terenului a fost excavat până la o adâncime de 17 m.Fundațiile au fost construite pentru a fi suficient de puternice pentru a susține un turn de cel puțin 30 de etaje.
Subsolul era accesibil printr-un lift și scări în partea din spate a parterului, precum și prin intrarea secundară de pe Broad Street.Conținea un seif de trei etaje care, la momentul finalizării clădirii, a fost descris de revista Architecture drept „unul dintre cele mai mari existente”.Interiorul seifului a fost menționat ca având dimensiunile de 5,5 pe 6,7 m, iar dimensiunile exterioare de 7,0 pe 8,2 m.O scară și un lift făceau legătura între cele trei niveluri ale seifului; liftul a fost supranumit camera banilor.Pereții seifului aveau o grosime de 0,76 m și erau realizați din straturi de oțel armate cu beton. Ușa circulară a seifului de 45 de tone, realizată dintr-un compozit de oțel, putea fi deschisă cu o singură mână.În subsol a existat și un poligon de tragere privat pentru J.P. Morgan & Co.Spațiul rămas la subsol a fost folosit pentru a adăposti sistemele mecanice ale clădirii, cum ar fi sistemele de încălzire și ventilație, precum și seifurile și magaziile.